# ويليام ارين
ويليام ارين هو قاضي كندي، ولد في 9 أكتوبر 1879، وتوفي في 31 ديسمبر 1927.